# Liste der Naturdenkmäler im Bezirk Villach-Land
Die Liste der Naturdenkmäler im Bezirk Villach-Land listet die als Naturdenkmal ausgewiesenen Objekte im Bezirk Villach-Land im Bundesland Kärnten auf.

## Naturdenkmäler
| Foto |                 | Name                                          | ID       | Standort                                                 | Beschreibung | Fläche  | Datum |
| ---- | --------------- | --------------------------------------------- | -------- | -------------------------------------------------------- | --- | ------- | ----- |
| 1    | Datei hochladen | Sommer-Linde in Unterthörl                    | VL 10    | Arnoldstein KG: Maglern Standort                         | Die Linde südlich der Heldenkapelle in Thörl-Maglern war zum Zeitpunkt der Unterschutzstellung etwa 320 Jahre alt. | 153 m²  | 1951  |
| 1    | Datei hochladen | Stiel-Eiche bei Maglern                       | VL 11    | Arnoldstein KG: Maglern Standort                         | Die solitär stehende Eiche bei den alten Zollhäusern in Maglern war zum Zeitpunkt der Unterschutzstellung etwa 130 Jahre alt. | 200 m²  | 1951  |
| 1    | Datei hochladen | Sommer-Linde in Stadt, Niederegger-Linde      | VL 13    | Arriach KG: Arriach Standort                             | Die landschaftsprägende Linde auf einer Anhöhe neben einem Wirtschaftsgebäude war zum Zeitpunkt der Unterschutzstellung etwa 370 Jahre alt. | 314 m²  | 1978  |
| 1    | Datei hochladen | Kandelaberfichte in Arriach                   | VL 19    | Arriach KG: Laastadt Standort                            | Imposante Kandelaberfichte – ein ehemaliger Grenzbaum – auf einer umzäunten Wiesenfläche in Laastadt. Der Stamm mit einem Umfang von über 8 Metern teilt sich in 1,5 – 3 m Höhe in insgesamt 7 Wipfeltriebe. Die zum Zeitpunkt der Unterschutzstellung etwa 500 Jahre alte Fichte ist Zielpunkt der Arriacher Hofwanderung.                                        | 200 m²  | 1978  |
| 1    | Datei hochladen | Schwarze Lacke                                | VL 28    | Feistritz an der Gail KG: Feistritz an der Gail Standort | Der Altarm der Gail wird von einem Bach durchflossen und besitzt daher klares Wasser mit entsprechenden Wasserpflanzen; das Gebiet ist mit Bäumen und Sträuchern bewachsen; Vorkommen gänzlich geschützter Pflanzen und Tiere. | 6,39 ha | 1983  |
| 1    | Datei hochladen | Gailaltarm bei Feistritz                      | VL 29    | Feistritz an der Gail KG: Feistritz an der Gail Standort | Gailaltarm im sog. „Feistritzer Moos“, welcher zu 2/5 von Wasser bedeckt ist, der übrige Teil ist mit Bäumen und Sträuchern bewachsen. Vorkommen von gänzlich geschützten Pflanzen und Tieren. | 4,62 ha | 1983  |
| 1    | Datei hochladen | Sommer-Linde in Ferndorf                      | VL 18    | Ferndorf KG: Ferndorf Standort                           | Die Linde vor der Kirche St. Jakob hat einen Umfang von über 7 Metern. Sie war zum Zeitpunkt der Unterschutzstellung etwa 600 Jahre alt. | 314 m²  | 1978  |
| 1    | Datei hochladen | Berg-Ulme in Ledenitzen                       | VL 05    | Finkenstein am Faaker See KG: Ferlach Standort           | Die mächtige Berg-Ulme beim vlg. Woschitz war zum Zeitpunkt der Unterschutzstellung etwa 170 Jahre alt. Sie wurde um 1950 vom Blitz getroffen, ohne nennenswerten Schaden zu nehmen. | 379 m²  | 1978  |
| 1    | Datei hochladen | Sommer-Linde in Petschnitzen, Kirchenlinde    | VL 09    | Finkenstein am Faaker See KG: Ferlach Standort           | Die stattliche, vitale Linde am Südwesteck der Kirche war zum Zeitpunkt der Unterschutzstellung etwa 320 Jahre alt. | 200 m²  | 1978  |
| 1    | Datei hochladen | Gletscherschliffe auf der Illitschhöhe        | VL 01    | Finkenstein am Faaker See KG: Mallestig Standort         | Gletscherschliffe auf einer Hügelkuppe östlich der Illitsch-Hube. Es handelt sich bei den Schliffen um Zeugen aus der letzten Eiszeit. Von den ursprünglich 12 vorhandenen Schliffen sind nur noch 9 sichtbar, die Größen betragen 2 – 3 m². | 0,34 ha | 1936  |
| 1    | Datei hochladen | Auwald beim Dellacher Schupfen                | VL 25    | Nötsch im Gailtal KG: Kerschdorf im Gailtal Standort     | Erlenbruchwald mit Schwarzerlen, Eschen, Eichen, Silberweiden, Fichten am Altarm der Gail. | 4,73 ha | 1983  |
| 1    | Datei hochladen | Emmersdorfer Altarm                           | VL 26    | Nötsch im Gailtal KG: Kerschdorf im Gailtal Standort     | Altarm der Gail (Schumi Bad), ist zeitweise etwa zu 2/5 von Wasser bedeckt, der übrige Teil wird von Bäumen und Sträuchern bewachsen. | 2,69 ha | 1983  |
| 1    | Datei hochladen | Nötscher Altarm                               | VL 27    | Nötsch im Gailtal KG: Kerschdorf im Gailtal Standort     | Altarm der Gail, ist etwa zu 2/5 von Wasser bedeckt, der übrige Teil wird von Bäumen und Sträuchern bewachsen. | 1,98 ha | 1983  |
| 1    | Datei hochladen | Sommer-Linde beim Schloss Pöllan              | VL 15    | Paternion KG: Nikelsdorf Standort                        | Die mächtige Linde mit einem Umfang von über 8 Metern steht an der Nordostfront des Schlosses Pöllan. Sie war zum Zeitpunkt der Unterschutzstellung über 400 Jahre alt. | 452 m²  | 1978  |
| 1    | Datei hochladen | Linden-Alleen in Rosegg                       | VL 08    | Rosegg KG: Rosegg Standort                               | Alleen westlich, östlich und nördlich des Schlosses. Die Alleen bestehen aus etwa 200 Einzelbäumen, davon sind 90 % Winter-Linden (Tilia cordata) und 10 % Sommer-Linden (Tilia platyphyllos), die teilweise noch aus der Zeit der Anlage der Schlossparks in den 1770er Jahren stammen dürften. Gehört zur Park- und Gartenanlage Nr. 18 DMSG Rosegg, Schlosspark | 2,4 ha  | 1942  |
| 1    | Datei hochladen | Winter-Linde in Frojach, Hauslinde in Frojach | VL 04    | Rosegg KG: Rosegg Standort                               | Die Hauslinde beim vlg. Kastner in Frojach war zum Zeitpunkt der Unterschutzstellung etwa 320 Jahre alt. | 200 m²  | 1978  |
| 1    | Datei hochladen | Sommer-Linde am Kirchplatz in Maria Elend     | VL 06    | Sankt Jakob im Rosental KG: Maria Elend Standort         | Die Kirchenlinde vor der Pfarrkirche in Maria Elend war zum Zeitpunkt der Unterschutzstellung über 200 Jahre alt. | 153 m²  | 1942  |
| 1    | Datei hochladen | Fischfossil in Stockenboi                     | VL 21    | Stockenboi KG: Stockenboi Standort                       | Fischfossil in einem Schaukasten im Gasthof Weißenbacher. Fischfossil – Gattung Schmelzschupper (Lepidotes), gefunden im Jahre 1979 auf der Parzelle 942 des Gastwirtes Christian Mayer in Stockenboi. Das Fossil war eingelagert im gebankten oberen Hauptdolomit.                                                                                                | 7 m²    | 1980  |
| 1    | Datei hochladen | Lärche in Stockenboi                          | VL 31 OE | Stockenboi KG: Stockenboi Standort                       | Einzelstehende Lärche am Weissensee-Ostufer | 50 m²   | 2006  |
| 1    | Datei hochladen | Stiel-Eiche in Liesing                        | VL 32 OE | Stockenboi KG: Wiederschwing Standort                    | Alte „Schneiteleiche“ in der Nähe der Hofstelle Kerschbaumer. In Zeiten von Futtermangel diente diese alte Eiche zur Gewinnung von Futterlaub; seit 2 Generationen wird nicht mehr geschneitelt. Kulturhistorische Bedeutung der „Kopfeichenkultur“.Anmerkung: Nachprüfen                                                                                          | 113 m²  | 2006  |
| 1    | Datei hochladen | Standort der Frühlingslichtblume              | VL 30    | Treffen am Ossiacher See KG: Töbring Standort            | Die Lichtblume blüht im Jänner oder Februar. Sie wurde 1911 entdeckt und wurde sowohl in der Carinthia beschrieben als auch in den Naturschutzblättern des Landes Kärnten veröffentlicht. Beim gegenständlichen Standort handelt es sich um das einzige ostalpine Vorkommen.                                                                                       | 70 m²   | 2001  |
| 1    | Datei hochladen | Sommer-Linde in Äußere Einöde, Kirchenlinde   | VL 14    | Treffen am Ossiacher See KG: Winklern Standort           | Die Linde südlich des Toleranzbethauses war zum Zeitpunkt der Unterschutzstellung etwa 270 Jahre alt. | 153 m²  | 1978  |
| 1    | Datei hochladen | Winter-Linde in Augsdorf                      | VL 23    | Velden am Wörther See KG: Augsdorf Standort              | Die Linde auf einem Privatgrundstück östlich der Kirche in Selpritsch war zum Zeitpunkt der Unterschutzstellung etwa 270 Jahre alt. | 200 m²  | 1981  |
| 1    | Datei hochladen | 3 Winter-Linden in Köstenberg                 | VL 24    | Velden am Wörther See KG: Köstenberg Standort            | Linden auf dem Vorplatz der Kirche. Die Linden waren zum Zeitpunkt der Unterschutzstellung etwa 100 Jahre alt. Heute befinden sich 2 der ursprünglichen Linden neben dem Kircheneingang und westlich davon, eine jüngere Ersatzpflanzung nördlich. | 253 m²  | 1981  |
| 1    | Datei hochladen | Eichengruppe in Velden                        | VL 02    | Velden am Wörther See KG: Velden am Wörthersee Standort  | Die 6 Eichen am östlichen Ortsende von Velden waren bei der Unterschutzstellung etwa 140 Jahre alt. Auf den Bäumen befinden sich keine Plaketten. Heute sind noch 5 Eichen vorhanden; das angrenzende Hotel nennt sich „Siebeneichen“. | 685 m²  | 1978  |
| 1    | Datei hochladen | 2 Sommer-Linden bei der Franzosenkirche       | VL 03    | Velden am Wörther See KG: Velden am Wörthersee Standort  | Linden nördlich und südlich der Kirche.Anmerkung: Die beiden Linden waren zum Zeitpunkt der Unterschutzstellung über 140 Jahre alt. 2003: Die nördliche Linde weist vom Stammfuß bis in 4 m Höhe eine riesige Stammwunde auf, die vor Jahren baumchirurgisch behandelt und mit einem blauen Wundverschlussmittel verstrichen wurde.                                | 514 m²  | 1978  |
| 1    | Datei hochladen | 10 Winter-Linden in Velden                    | VL 20    | Velden am Wörther See KG: Velden am Wörthersee Standort  | Lindengruppe auf der Liegewiese im Bulfon-Bad. Es handelt sich um eine Baumgruppe von 9 jüngeren Linden und ein einzelnes, älteres Exemplar direkt am Bachufer. Bei der Unterschutzstellung waren die Bäume etwa 70 bis 140 Jahre alt. | 444 m²  | 1972  |

## Von der BH ausgewiesene Naturdenkmäler, die in den vom Land Kärnten veröffentlichten Listen nicht enthalten sind (Stand Jänner 2019)
| Foto |                 | Name         | ID       | Standort                     | Beschreibung                                                          | Fläche | Datum |
| ---- | --------------- | ------------ | -------- | ---------------------------- | --------------------------------------------------------------------- | ------ | ----- |
| 1    | Datei hochladen | Sommer-Linde | VL 33 OE | Arriach KG: Arriach Standort | Die Sommerlinde beim Lahnerhof hat einen Umfang von etwa 5,60 Metern. |        | 2007  |

## Ehemalige Naturdenkmäler
| Foto |                 | Name                                      | ID    | Standort                                         | Beschreibung | Fläche | Datum |
| ---- | --------------- | ----------------------------------------- | ----- | ------------------------------------------------ | --- | ------ | ----- |
| 1    | Datei hochladen | Sommer-Linde in Kraa                      | VL 12 | Afritz KG: Afritz Standort                       | Die mächtige Linde neben der Millstätter Bundesstraße in Kraa war zum Zeitpunkt der Unterschutzstellung etwa 220 Jahre alt. Am 6. August 2017 wurde die Linde bei einem starken Unwetter mit Sturmböen zerstört.                                           | 254 m² | 1978  |
| 1    | Datei hochladen | Sommer-Linde in Maria Elend, Kirchenlinde | VL 07 | Sankt Jakob im Rosental KG: Maria Elend Standort | Die Kirchenlinde zwischen Pfarrhof und Kirche war zum Zeitpunkt der Unterschutzstellung etwa 320 Jahre alt und hatte einen Umfang von über 5 Metern. Mit Bescheid der BH Villach-Land vom 24. Jänner 2018 wurde die Erklärung zum Naturdenkmal widerrufen. | 113 m² | 1942  |

| Foto:                    | Fotografie des Naturdenkmals. Klicken des Fotos erzeugt eine vergrößerte Ansicht. Daneben finden sich zwei Symbole: \| Weitere Bilder vorhanden \| Das Symbol bedeutet, dass weitere Fotos des Objekts verfügbar sind. Durch Klicken des Symbols werden sie angezeigt. \| \| Eigenes Foto hochladen \| Durch Klicken des Symbols können weitere Fotos des Objekts in das Medienarchiv Wikimedia Commons hochgeladen werden. \| |
| Name:                    | Bezeichnung des Naturdenkmals laut offiziellen Quellen |
| ID                       | Identifikator |
| Standort:                | Es ist die Gemeinde und falls vorhanden die Adresse angegeben. Darunter sind die Katastralgemeinde (KG) und die Grundstücksnummer angeführt. Durch Aufruf des Links Standort wird die Lage des Denkmals in verschiedenen Kartenprojekten angezeigt. |
| Beschreibung             | Kurze Beschreibung des Naturdenkmals |
| Fläche                   | Fläche des Naturdenkmals in Hektar (ha) |
| Datum                    | Datum oder Jahr der Unterschutzstellung |
| Weitere Bilder vorhanden | Das Symbol bedeutet, dass weitere Fotos des Objekts verfügbar sind. Durch Klicken des Symbols werden sie angezeigt. |
| Eigenes Foto hochladen   | Durch Klicken des Symbols können weitere Fotos des Objekts in das Medienarchiv Wikimedia Commons hochgeladen werden. |